# EF-G

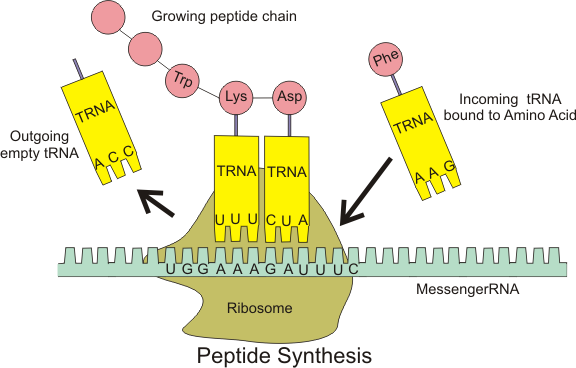
Schéma ribozomu: tRNA přichází nejprve do A-místa, následně přechází do P-místa a opouští ribozom z E-místa

EF-G (z angl. elongation factor G, v minulosti též „translokáza“) je jeden z bakteriálních elongačních faktorů, tedy proteinů, které umožňují postup ribozomu podél vlákna mRNA v průběhu translace (syntézy bílkovin). Podobně jako EF-Tu se jedná o GTPázu. Za určitých okolností se bez něj ribozom obejde, za cenu snížené efektivity.
Faktor EF-G se váže do A-místa velké ribozomální podjednotky a stimuluje přechod obou tRNA do hybridních poloh (v jednom případě do polohy A/P, v druhém do polohy P/E). Následně dojde k hydrolýze GTP, konformační změně a k translokaci obou tRNA do P, resp. E polohy.
U eukaryot se podobný protein s téměř totožnou funkcí nazývá eEF-2 či prostě EF-2.